# Touro de Ouro
O Touro de Ouro, ou Touro da B3, é uma estátua e peça publicitária de Pablo Spyer e Rafael Brancatelli. Inaugurada em 16 de novembro de 2021, ela estava localizada em frente ao prédio da B3, na rua XV de Novembro, 275, Subprefeitura da Sé, Centro de São Paulo. Ela foi retirada sete dias depois por decisão da Prefeitura de São Paulo.

## História
O Touro de Ouro, encomendado pela B3, foi inaugurado em 16 de novembro de 2021 em frente a sua sede. Ele foi inaugurado em homenagem à marca de 4 milhões de contas de pessoas físicas em renda variável. O evento foi acompanhado de uma campanha onde quatro pessoas "comuns" contaram como a decisão de ser um investidor impactou sua vida. A estátua foi licenciada pela DMAISB Arquitetura e Construção.
A Prefeitura de São Paulo, durante a gestão de Ricardo Nunes, afirmou que a instalação do Touro de Ouro não foi submetida à Comissão de Proteção à Paisagem Urbana (CPPU), órgão da Secretaria Municipal de Urbanismo e Licenciamento (SMUL), infringindo assim a Lei da Cidade Limpa. Em 23 de novembro, a CCPU decidiu que a estátua seria multada e removida, o que ocorreu por volta das 21h57. A multa foi de R$ 38 mil. Ele foi movido para um galpão logístico da B3. De acordo com os autores, no curto período em que ficou em exibição o touro recebeu mais de 20 ofertas de compra e cerca de 10 prefeituras ofereceram espaços para exibição.

## Características
O Touro de Ouro foi criado por Pablo Spyer, da XP Investimentos, e o arquiteto Rafael Brancatelli, que desenhou mais de 150 versões até chegar no produto final. Apesar do nome, ele foi construído sobre uma estrutura metálica tubular com multicamadas de fibra de vidro de alta densidade e pintura de alta temperatura anticorrosiva, possuindo 5,10 metros de comprimento, 3 metros de altura e 2 metros de largura, além de pesar 3,5 toneladas. A estátua é recheada de EPS de alta densidade e de acordo com Brancatelli, tem design "antiostentação" devido ao preço dos materiais mais nobres durante a Pandemia de COVID-19. O custo total foi cerca de US$ 360 mil. Ela simboliza a força e a resiliência do povo brasileiro e o otimismo e a força dos investidores do mercado financeiro. A B3 também afirma que a estátua foi criada para revitalizar o Centro de São Paulo e fomentar a criação de mercado de capitais no Brasil. Ainda, Brancatelli afirma que "a ideia era ter um touro original e que o desenho dele pudesse representar força e coragem. Ele tem um olhar de desafio. Ele está com um olhar relativamente tranquilo, mas querendo dizer que, se o problema vier, ele [o touro] vai para cima". O touro tornou-se o símbolo do mercado financeiro pela expressão "bull market" (mercado de touro em inglês), que significa um momento de alta na bolsa de valores.
É apontado que ela foi possivelmente inspirada no Touro de Wall Street, idealizada por Arturo di Modica, o que é negado pela B3. Pablo Spyer afirma que a estátua foi inspirada no seu jargão "vai tourinho".  A estátua foi considerada uma peça publicitária da marca Vai Tourinho pela Prefeitura de Sâo Paulo o que levou a determinação de sua remoção. Brancatelli afirmou que o Touro de Ouro é baseado no tipo de touro mais comum no Brasil e a ideia original surgiu por ele ser do signo de touro. Caso a inspiração no Touro de Wall Street seja verdade, a família Arturo Di Modica não foi consultada para a construção do touro, sendo uma possível quebra de direitos autorais. Fredímio Biasotto Trotta, especialista em plágio artístico, afirmou que um observador comum não conseguiria distinguir as duas estátuas. Jacob Harmer, representante da família Di Modica, afirmou que "o material parece um pouco barato, não é algo bem executado" e que "essa é a sina de todo grande artista, a cópia ou reprodução". A BBC News Brasil chamou a estátua de "só mais uma história de assimilação ou releitura por brasileiros de símbolos americanos". O design da estátua foi considerado "feio" e usuários do Twitter fizeram chacota, fazendo o Touro de Ouro virar meme.

## Protestos

### Protestos anticapitalistas
O Touro de Ouro foi palco de diversos protestos anticapitalistas desde sua inauguração. Críticos a relacionam com os males do capitalismo, como o aumento da desigualdade social, desemprego, fome e pobreza no Brasil mesmo com o aumento do PIB. Em 17 de novembro, a Juventude Fogo colou cartazes sobre a fome no touro.  No dia 18, a ONG SP Invisível organizou um churrasco para pessoas em situação de rua na frente da estátua. No mesmo dia e o grupo Movimento Juntos pichou "taxar ricos" na estátua. No dia 23, logo após a retirada da estátua, foi derramada tinta vermelha no local onde ela estava. O líder do Movimento dos Trabalhadores Sem Teto (MTST) e então pré-candidato do PSOL ao Governo de São Paulo, Guilherme Boulos, também anunciou que entraria com uma ação pedindo a retirada do touro.

### Outras obras
Em 9 de dezembro, uma estátua de ouro da intervenção urbana Vacas Magras foi colocada no local onde o Touro de Ouro estava. Em 2021, o foi estreado o Baleia Rooftop no Birmann 32, criado para ser um contraponto ao Touro de Ouro, simbolizando a multidisciplinaridade, a criatividade, o espírito colaborativo, superação e respeito ao ambiente.